# Vegyesúszás
A vegyesúszás négy különböző úszásnem kombinációja.

## A stílusok
A pillangó, a hát, a mell és a gyorsúszás ebben a sorrendben. 200 méter vegyes (50 méter mindegyik stílusban) és 400 méter vegyes (100 méter minden stílusban) úszásban történik. A rövid pályán 100 méter vegyest is lehet úszni (stílusonként 25 méter), és nyilván ezt a versenyt nem 50 méteres pályán ússzák. Vannak speciális technikák a fordulók végrehajtására, amelyek lehetővé teszik az úszás stílusának megváltoztatását.
A vegyesúszás harmadik eseménye a 4 x 100 méteres vegyes váltó, ahol minden váltó 100 métert úszik a négy stílus valamelyikében. A sorrend ebben az esetben hátúszás, mellúszás, pillangó és gyorsúszás, ami lehetővé teszi a hátúszás rajtjának vízből való végrehajtását.

## Világrekordok (normál pályás)
- Férfi 200 méter vegyes: Ryan Lochte 1:54:00 ( Sanghaj, 2011. július 28.)
- Férfi 400 méter vegyes: Léon Marchand 4:02:50 ( Fukuoka, 2023. július 23.)
- Női 200 méter vegyes: Summer McIntosh 2:05:70 ( Victoria, 2025. június 9.)
- Női 400 méter vegyes: Summer McIntosh 4:23:65 ( Victoria, 2025. június 11.)

## Fordítás
- Ez a szócikk részben vagy egészben  a   Misti című olasz Wikipédia-szócikk ezen változatának fordításán alapul.  Az eredeti cikk szerkesztőit annak laptörténete sorolja fel. Ez a jelzés csupán a megfogalmazás eredetét és a szerzői jogokat jelzi, nem szolgál a cikkben szereplő információk forrásmegjelöléseként.